# Греція на зимових Олімпійських іграх 1968
Греція на зимових Олімпійських іграх 1968 у Греноблі була представлена 3 спортсменами у 2 видах спорту. Прапороносцем на церемонії відкриття Ігор став гірськолижник Дімітріс Паппос. Грецькі спортсмени не здобули жодних медалей.

## Спортсмени
Гірськолижний спорт
- Дімітріс Паппос
- Афанасіос Цимікаліс

Лижні перегони
- Дімітріос Андреадіс

| Вид спорту          | Чоловіки | Жінки | Всього |
| ------------------- | -------- | ----- | ------ |
| Гірськолижний спорт | 2        | 0     | 2      |
| Лижні перегони      | 1        | 0     | 1      |
| Усього              | 3        | 0     | 3      |

## Гірськолижний спорт
| Спортсмен           | Дисципліна                   | Спуск 1 | Спуск 1 | Спуск 2 | Спуск 2 | Разом   | Разом |
| Спортсмен           | Дисципліна                   | Час     | Місце   | Час     | Місце   | Час     | Місце |
| ------------------- | ---------------------------- | ------- | ------- | ------- | ------- | ------- | ----- |
| Дімітріс Паппос     | швидкісний спуск, чоловіки   |         |         |         |         | 2:44.10 | 72    |
| Афанасіос Цимікаліс | швидкісний спуск, чоловіки   |         |         |         |         | 2:36.93 | 70    |
| Дімітріс Паппос     | гігантський слалом, чоловіки | 2:16.22 | 84      | 2:15.86 | 79      | 4:32.08 | 79    |
| Афанасіос Цимікаліс | гігантський слалом, чоловіки | 2:14.10 | 81      | 2:10.98 | 77      | 4:25.08 | 78    |

| Спортсмен           | Дисципліна       | Гіт 1   | Гіт 1 | Гіт 2   | Гіт 2 | Фінал      | Фінал      | Фінал      | Фінал      | Фінал      | Фінал      |
| Спортсмен           | Дисципліна       | Час     | Місце | Час     | Місце | Час 1      | Місце      | Час 2      | Місце      | Разом      | Місце      |
| ------------------- | ---------------- | ------- | ----- | ------- | ----- | ---------- | ---------- | ---------- | ---------- | ---------- | ---------- |
| Дімітріс Паппос     | слалом, чоловіки | 1:10.88 | 5     | 1:26.48 | 3     | не пройшов | не пройшов | не пройшов | не пройшов | не пройшов | не пройшов |
| Афанасіос Цимікаліс | слалом, чоловіки | 1:02.82 | 2 QF  | –       | –     | DNF        | –          | –          | –          | DNF        | –          |